# Société d'acquêts
En droit québécois, depuis le 1er juillet 1970, la société d'acquêts est le régime matrimonial applicable aux couples mariés qui, avant la célébration du mariage, n'ont pas fixé leur régime matrimonial par la signature d'un contrat de mariage. La société d'acquêt se compose des biens dont chacun des deux époux possède, au jour de la célébration du mariage, ou de ceux acquis par la suite. Les biens qui composent la société d'acquêt sont désignés comme biens "propres" ou "acquêts".   
Comme règle générale, les biens dits "acquêts" désignent tous les biens non déclarés propres dont la Loi, et plus spécifiquement par le Code civil du Québec.    
Tout bien dont un époux ne peut prouver être propre ou acquêt est présumé appartenir aux deux époux de manière indivise, et à chacun pour moitié.    
Il est également présumé que tous les biens qui composent la société d'acquêt sont eux-mêmes "acquêts", à moins qu'un époux établissent pour chaque bien litigieux, être un "propre".    

## Ce qui compose la société d'acquêts

### Les biens propres
Sont notamment considéré comme des biens propres:
- Les biens dont un époux est propriétaire au jour de la célébration du mariage;
- Les biens qui, au cours du mariage, ont été échu à un par succession ou donation;
- Les fruits et revenus qui en proviennent qui proviennent des biens qui, au cours du mariage, ont été échu à un par succession ou donation à condition que le testateur ou le donateur l’ait stipulé au moment de la succession ou donation. Dans le cas contraire, les fruits et revenus sont considérés comme acquêts;
- Les biens acquis par un époux pour remplacer un propre de même que les indemnités d’assurance qui s’y rattachent;